# Shemar Moore

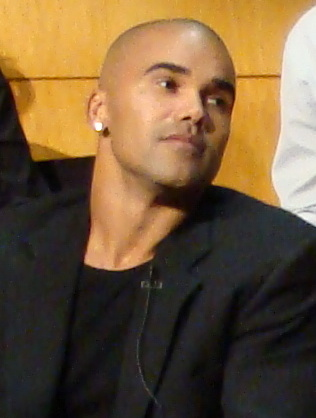
Shemar Moore (2008)

Shemar Franklin Moore (* 20. April 1970 in Oakland, Kalifornien) ist ein US-amerikanischer Schauspieler.

## Leben
Shemar Moore wurde in Oakland, Kalifornien, als Sohn eines afro-amerikanischen Vaters und einer weißen Mutter geboren. Zu Beginn der 1970er Jahre waren in den USA noch starke Vorbehalte gegen gemischtrassige Beziehungen spürbar. Seine Mutter zog ihn allein auf und wollte ihn in einem weniger rassistischen Umfeld aufwachsen sehen. Sie ging mit ihm nach Übersee und lehrte dort Mathematik und Englisch.
Moore lebte an vielen Orten. Die ersten sechs Jahre seines Lebens verbrachte Moore im Ausland. Bis zum Alter von drei Jahren lebte er in Dänemark, danach drei Jahre in Bahrain. Als Kleinkind sprach er Dänisch. Englisch lernte er erst, als er fünf oder sechs Jahre alt war. Seine Mutter schickte ihn auf eine britische Privatschule, um ihm die Möglichkeit der Rückkehr in die USA zu erleichtern.
Im Alter von ungefähr sieben Jahren kehrte Moore zusammen mit seiner Mutter in deren Heimatstadt Boston zurück, danach zog er nach Chico, Kalifornien, und dann nach Palo Alto, Kalifornien, wo er einen Großteil seiner Highschool-Zeit verbrachte.
Bekannt wurde der vormals als Fotomodell arbeitende Emmy-Award-Gewinner mit der Rolle des Malcolm Winters in der Seifenoper Schatten der Leidenschaft sowie durch die Serie Soul Train, die er von 1999 bis 2003 moderierte. Von 2005 bis 2016 war er elf Staffeln lang als Agent Derek Morgan in der Fernsehserie Criminal Minds zu sehen. Er spielt seit 2017 in der Fernsehserie S.W.A.T. eine der Hauptrollen.
Moore setzt sich für den Kampf gegen Multiple Sklerose ein, an der auch seine Mutter erkrankt war. Sie starb im Februar 2020, im Alter von 76 Jahren.
Am 25. Januar 2023 wurde Shemar Moores erstes Kind, eine Tochter, mit seiner Freundin Jesiree Dizon geboren.

## Filmografie

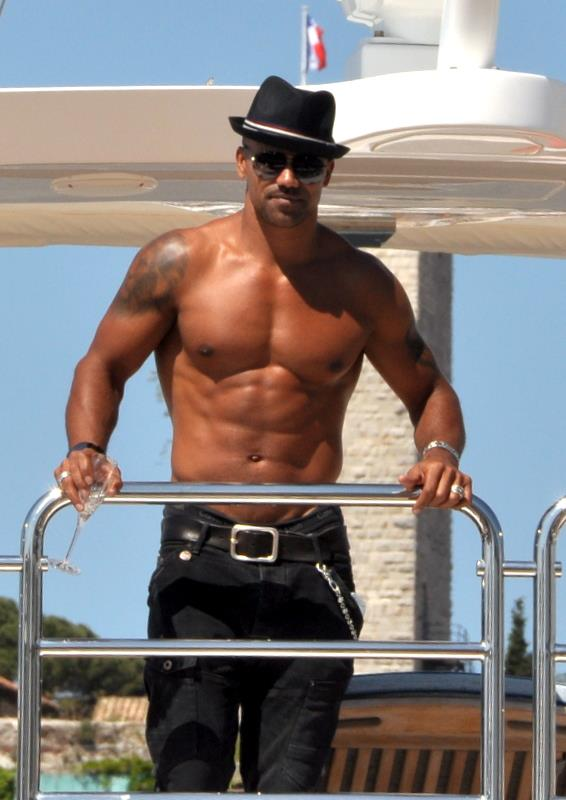
Shemar Moore (2012)

### Filme
- 1998: Tod eines Showgirls (Never 2 Big)
- 2000: How to Marry a Billionaire: A Christmas Tale
- 2001: The Brothers – Auf der Suche nach der Frau des Lebens (The Brothers)
- 2004: Motives – Wenn Begierde zerstört (Motives)
- 2004: Scott Turow’s Reversible Errors
- 2005: Das verrückte Tagebuch (Diary of a Mad Black Woman)
- 2007: Motives 2
- 2015: Kill Me, Deadly
- 2016: The Bounce Back
- 2022: Sonic the Hedgehog 2

### Fernsehserien
- 1994–2001, 2004–2005, 2014: Schatten der Leidenschaft (The Young and the Restless)
- 1997: Die Nanny (The Nanny, 1 Episode)
- 2002: Birds of Prey (13 Episoden)
- 2005–2017: Criminal Minds (252 Episoden)
- 2017–2025: S.W.A.T.

## Auszeichnungen
Moore wurde siebenmal mit dem Image Award ausgezeichnet und insgesamt zehnmal hierfür nominiert.